# Крис Водл
Крис Водл (енгл. Chris Waddle; 14. децембар 1960) бивши је енглески фудбалер.

## Kаријера

### Kлуб
Фудбалску каријеру је започео 1980. у Њукасл јунајтеду, где је одиграо 170 утакмица и постигао 46 голова у пет сезона. Прешао је у редове Тотенхем хотспера 1985. У клубу је провео четири сезоне, постигавши 33 гола на 138 одиграних утакмица. Од 1989. године придружио се тиму Олимпика из Марсеја и освојио три првенства Француске (1990, 1991, 1992). У сезони 1990/91. Олимпик се пласирао у финале Купа европских шампиона, али их је Црвена звезда надмашила у пенал серији.
Између 1992. и 1996. био је играч Шефилд венздеја. Касније је наступао за Фалкирк, Брадфорд Сити, Сандерланд, Бернли, Торки јунајтед и Воркшоп таун.

### Репрезентација
Између 1985. и 1991. године играо је 62 пута за енглеску репрезентацију и постигао 6 голова. Учествовао је на Светским првенствима 1986. и 1990, једном на Европском првенству 1988. године.
Дебитовао је за Енглеску на мечу који је одигран 26. марта 1985, на пријатељској утакмици против Ирске.

## Успеси
Тотенхем
- ФА куп
  - Финалиста (1): 1986/87.

 Олимпик Марсељ
- Лига 1
  - Шампион (3): 1989/90, 1990/91, 1991/92.
- Куп европских шампиона
  - Финалиста (1): 1990/91.

 Шефилд венздеј
- ФА куп
  - Финалиста (1): 1992/93.
- Лига куп:
  - Финалиста (1): 1992/93.